# Runge (Texas)
Runge is een plaats (town) in de Amerikaanse staat Texas, en valt bestuurlijk gezien onder Karnes County.

## Demografie
Bij de volkstelling in 2000 werd het aantal inwoners vastgesteld op 1080.
In 2006 is het aantal inwoners door het United States Census Bureau geschat op 1079, een daling van 1 (-0,1%).

## Geografie
Volgens het United States Census Bureau beslaat de plaats een oppervlakte van
3,0 km², geheel bestaande uit land. Runge ligt op ongeveer 95 m boven zeeniveau.

## Plaatsen in de nabije omgeving
De onderstaande figuur toont nabijgelegen plaatsen in een straal van 32 km rond Runge.